# Renault Vivastella
El Renault Vivastella fue un automóvil ejecutivo presentado por Renault en octubre de 1928 y producido entre los años 1929 y 1939.
El automóvil se modificó y cambió con una frecuencia inusual incluso para los estándares de Renault en la década de 1930, y seguir su evolución en retrospectiva se vuelve más complicado por la forma en que el catálogo de Renault enumeraba con frecuencia dos generaciones sucesivas del modelo simultáneamente, pero el Vivastella siempre ocupó un lugar en la gama del fabricante un poco por debajo del Renault Reinastella, un modelo de mayor longitud. En latín, "stella" significa "estrella" y viva significa "larga vida".

## Evolución
El Vivastella se presentó en la edición 22 del Salón del Automóvil de París, en octubre de 1928, como una versión más lujosa del Renault Vivasix.

### Primera generación
- 1929 El "Renault Vivastella Type PG2" tenía un motor de 3180 cc (16 CV) con una potencia declarada de 52 HP
- 1930 El "Renault Vivastella Type PG4" era 15 cm más grande que el modelo anterior.
- 1932, se introdujo un motor de 65 caballos de potencia.
- 1933, se introdujeron las nuevas series Tipo PG5 (5 plazas) y PG7 (7 plazas)
- 1934, se introdujo el "Renault Vivastella Tipo ZA2"; tenía un radiador detrás del motor, que se amplió en la primavera de 1934 a 3620 cc, dando ahora una potencia máxima de 80 CV.[3] Las unidades de 6 cilindros compartían la misma longitud de carrera del cilindro de 120 mm, pero el diámetro interior (diámetro del cilindro) en el motor más grande se incrementó en 5 mm, hasta 80 mm.[3] Aunque se introdujo un nuevo Vivastella más moderno en 1934, el modelo anterior siguió apareciendo en el catálogo a un precio atractivamente más bajo. Incorporó la mayoría de los nuevos elementos mecánicos del nuevo automóvil, pero usó la carrocería más antigua de aspecto mucho más vertical. También se introdujeron los modelos derivados,[3] el Renault Vivasport y el deportivo Renault Viva Grand Sport.

### Segunda generación
- En 1935, se introdujo el nuevo Vivastella (Tipo ACR1) con una nueva carrocería aerodinámica.
- Desde 1936, se introdujeron varias versiones nuevas del Vivastella en intervalos de aproximadamente seis meses, uno tras otro, Tipos ADB1, ADB2 (octubre de 1936-marzo de 1937), ADB3 (marzo de 1937-octubre de 1936),[4] ADB4 (octubre de 1937-abril de 1938),[5] ADB5 (abril de 1938-) y BDZ1 con un nuevo motor de 4085 cc y 100 CV, y una carrocería (aún) más aerodinámica.

## Tipos
| Modelo     | Código de proyecto | Cilindros/ Cilindrada (cc) | Potencia HP @ rpm | Velocidad máxima (aprox) | Período de producción mes/año | Unidades producidas | Precio de lanzamiento (FF) | Nota                                                                                           |
| ---------- | ------------------ | -------------------------- | ----------------- | ------------------------ | ----------------------------- | ------------------- | -------------------------- | ---------------------------------------------------------------------------------------------- |
| Vivastella | PG2                | 6/ 3.180                   | 60 @3.000         | 110 km/h (68 mph)        | 09/1928-09/1929               | -                   | 60 000                     |                                                                                                |
| Vivastella | PG3                | 6/ 3.180                   | 60 @3.000         | 110 km/h (68 mph)        | 08/1929-09/1930               | 1.091               | 60 000                     |                                                                                                |
| Vivastella | PG4                | 6/ 3.180                   | 60 @3.000         | 115 km/h (71 mph)        | 09/1930-08/1931               | 869                 | -                          | Chasis ligero                                                                                  |
| Vivastella | PG5                | 6/ 3.180                   | 60 @3.000         | 115 km/h (71 mph)        | 07/1931-11/1932               | 2.223               | 52 000                     |                                                                                                |
| Vivastella | PG7                | 6/ 3.180                   | 65 @ 3.100        | 120 km/h (75 mph)        | 09/1932-05/1933               | 1.440               | -                          |                                                                                                |
| Vivastella | PG7 SA             | 6/ 3.180                   | 65 @ 3.100        | 120 km/h (75 mph)        | 05/1933-10/1933               | 383                 | -                          |                                                                                                |
| Vivastella | PG9                | 6/ 3.180                   | 65 @ 3.100        | 120 km/h (75 mph)        | 09/1933-04/1934               | 746                 | -                          | Primera versión con carrocería "aerodinámica"                                                  |
| Vivastella | PG11               | -                          | -                 | -                        | 11/1933-12/1933               | 6                   | -                          |                                                                                                |
| Vivastella | ZA2                | 6/ 3.620                   | 85 @ 3.000        | 125 km/h (78 mph)        | 09/1933-10/1934               | 895                 | 33 800                     | 22 eran coches con carrocería "Sahara"                                                         |
| Vivastella | ZA3                | 6/ 3.620                   | 85 @ 3.000        | 125 km/h (78 mph)        | 09/1934-05/1935               | 895                 | -                          |                                                                                                |
| Vivastella | ACR1               | 6/ 4.085                   | 95 @ 3.000        | 130 km/h (81 mph)        | 01/1935-08/1935               | 609                 | 38 000                     | Motor más pequeño de 3620 cc disponible bajo pedido                                            |
| Vivastella | ACR2               | 6/ 4.085                   | 95 @ 3.000        | 130 km/h (81 mph)        | 08/1935-01/1936               | 358                 | -                          |                                                                                                |
| Vivastella | ADB1               | 6/ 4.085                   | 95 @ 3.000        | 130 km/h (81 mph)        | 09/1935-01/1937               | 804                 | 38 000                     |                                                                                                |
| Vivastella | ADB2               | 6/ 4.085                   | 95 @ 3.000        | 130 km/h (81 mph)        | 09/1936-06/1937               | 191                 | 36 900                     |                                                                                                |
| Vivastella | ADB3               | 6/ 4.085                   | 95 @ 3.000        | 130 km/h (81 mph)        | 06/1937-10/1937               | 192                 | -                          |                                                                                                |
| Vivastella | BCH1 Sahara        | 6/ 4.085                   | 95 @ 3.000        | 130 km/h (81 mph)        | 05/1937-09/1937               | 17                  | -                          | Versión "Colonial"                                                                             |
| Vivastella | ADB4               | 6/ 4.085                   | 95 @ 3.000        | 130 km/h (81 mph)        | 09/1937-10/1937               | 30                  | 49 000                     |                                                                                                |
| Vivastella | ADB5               | 6/ 4.085                   | 95 @ 3.000        | 130 km/h (81 mph)        | 10/1937-07/1938               | 269                 | -                          | Más 13 de la versión BDN1 del mercado británico y uno de la versión BDN2 del mercado británico |
| Vivastella | BDZ1               | 6/ 4.085                   | 95 @ 3.000        | 130 km/h (81 mph)        | 09/1938-10/1939               | 358                 | 56 000                     | Más 2 del mercado británico versión BDY1                                                       |